# 976 TCN
976 TCN là một năm trong lịch La Mã.